# Helena Kennedy
Helena Ann Kennedy, baronessa Kennedy di The Shaws (Glasgow, 12 maggio 1950), è un'avvocata, conduttrice televisiva e politica scozzese.
È stata preside del Mansfield College dell'Università di Oxford dal 2011 al 2018. Avvocata del Gray's Inn, scrittrice onoraria del Signet e destinataria di 42 lauree honoris causa da molte università, comprese quelle di Glasgow ed Edimburgo, in riconoscimento del suo lavoro sulle donne, sulla legge e sull'ampliamento della partecipazione all'istruzione superiore. È inoltre presidente di Justice, il think tank sulla riforma legislativa e attualmente è direttrice dell'Istituto per i diritti umani dell'International Bar Association.

## Biografia

### Primi anni di vita e formazione
Helena Kennedy è nata a Glasgow, in Scozia, il 12 maggio 1950 ed è una delle quattro figlie di Mary Veronica (nata Jones) e Joshua Patrick Kennedy. I suoi genitori erano attivisti laburisti impegnati e devoti cattolici romani. Suo padre, tipografo del Daily Record, era anche un funzionario sindacale.
Ha frequentato la Holyrood Secondary School di Glasgow, dove è stata nominata caposcuola e poi ha studiato giurisprudenza presso il Council of Legal Education di Londra.

### Carriera legale
Nel 1972 Kennedy è entrata nella Gray's Inn. Tra i suoi numerosi casi, Kennedy ha lavorato come avvocato junior per Myra Hindley durante il suo processo del 1974 per aver complottato per fuggire dalla prigione di Holloway.

### Carriera politica
Il 27 ottobre 1997 è stata creata pari a vita con il titolo di baronessa Kennedy di The Shaws, di Cathcart nella città di Glasgow, diventando così membro della Camera dei lord. Fa parte del Partito Laburista.
Kennedy vota in modo contrario alle indicazioni del suo partito alla Camera dei Lord più frequentemente di qualsiasi altro pari laburista, con un tasso di dissenso del 33,3%.
Dal 1992 al 1997 è stata presidente di Charter 88, un gruppo di pressione britannico che sosteneva la riforma costituzionale ed elettorale, ed è strettamente affiliata all'organizzazione benefica educativa Common Purpose. 
Nel 2020, ha collaborato con il deputato conservatore Iain Duncan Smith e l'attivista per la democrazia Luke de Pulford per creare il gruppo di pressione globale Alleanza interparlamentare sulla Cina. Nel marzo del 2021, la Cina le ha imposto delle sanzioni. Queste sono state condannate dal capo del Governo e hanno portato il ministro degli esteri a convocare l'ambasciatore cinese.
Nella Camera dei lord fa parte del comitato misto per i diritti umani.

### Carriera accademica
Kennedy è stata la prima cancelliera della Università Oxford Brookes dal 1994 al 2001. Nel luglio del 2010 è stata eletta preside del Mansfield College dell'Università di Oxford ed è entrata in carica nel settembre dell'anno successivo. Si è ritirata nel 2018 ed è diventata cancelliera dell'Università Sheffield Hallam il 26 luglio successivo.

### Vita personale
Dal 1978 al 1984 è vissuta con l'attore Iain Mitchell, e insieme hanno avuto un figlio. Nel 1986 si è sposata con il chirurgo Iain Louis Hutchison dal quale ha una figlia e un figlio.
Kennedy partecipa regolarmente alla messa e professa che il suo cattolicesimo romano "rimane parte integrante di ciò che sono", anche se ne rifugge i valori più tradizionali.
All'incoronazione di re Carlo III e della regina Camilla ha portato lo scettro con colomba alla regina consorte.

## Programmi televisivi

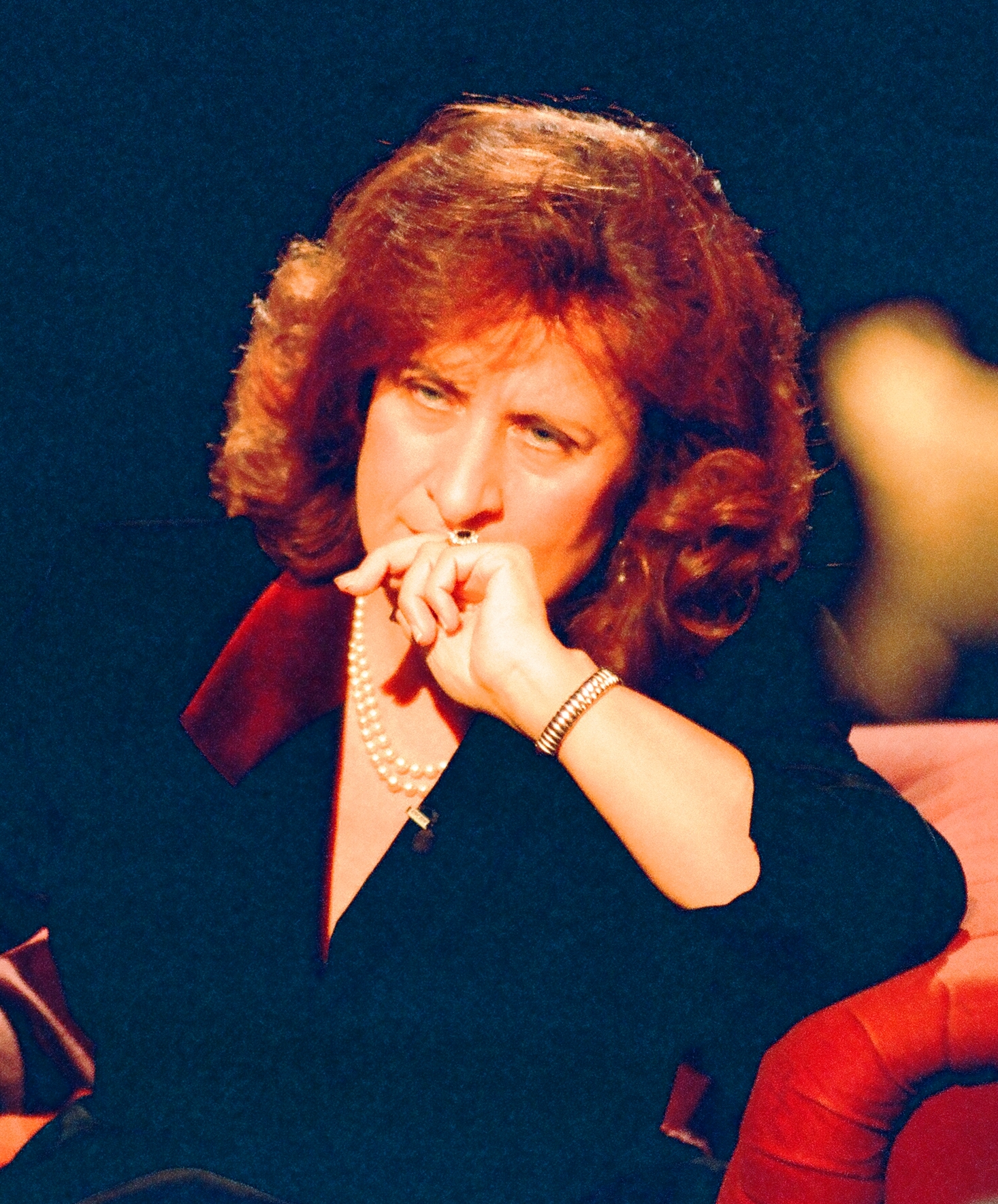
Helena Kennedy durante la puntata del 13 settembre 1997 di After Dark.

### Creatrice
- Blind Justice (BBC TV, 1987)

### Presentatrice
- Heart of the Matter (BBC TV, 1987)
- After Dark (Channel 4 e BBC Four, 1987-2003)
  - Kennedy ha presentato molte puntate di questa serie, inclusa "Do Men Have To Be Violent" del 1991 in cui un ubriaco Oliver Reed insultava verbalmente e tentava di baciare la femminista Kate Millett, così come lo speciale del 1995 "Ireland: Sex & Celibacy, Church & State" che includeva un'apparizione non programmata dell'ultimo minuto della cantante Sinéad O'Connor.
- Raw Deal on Medical Negligence (BBC TV, 1989)
- The Trial of Lady Chatterley's Lover (BBC Radio 4, 1990)
- Time Gentlemen, Please (BBC Scotland, 1994), vincitore nella categoria Television Program Award dell'Industrial Journalism Awards del 1994

Ha fatto parte della commissione di inchiesta della British Academy of Film and Television Arts sul futuro della BBC nel 1990.

## Altri incarichi

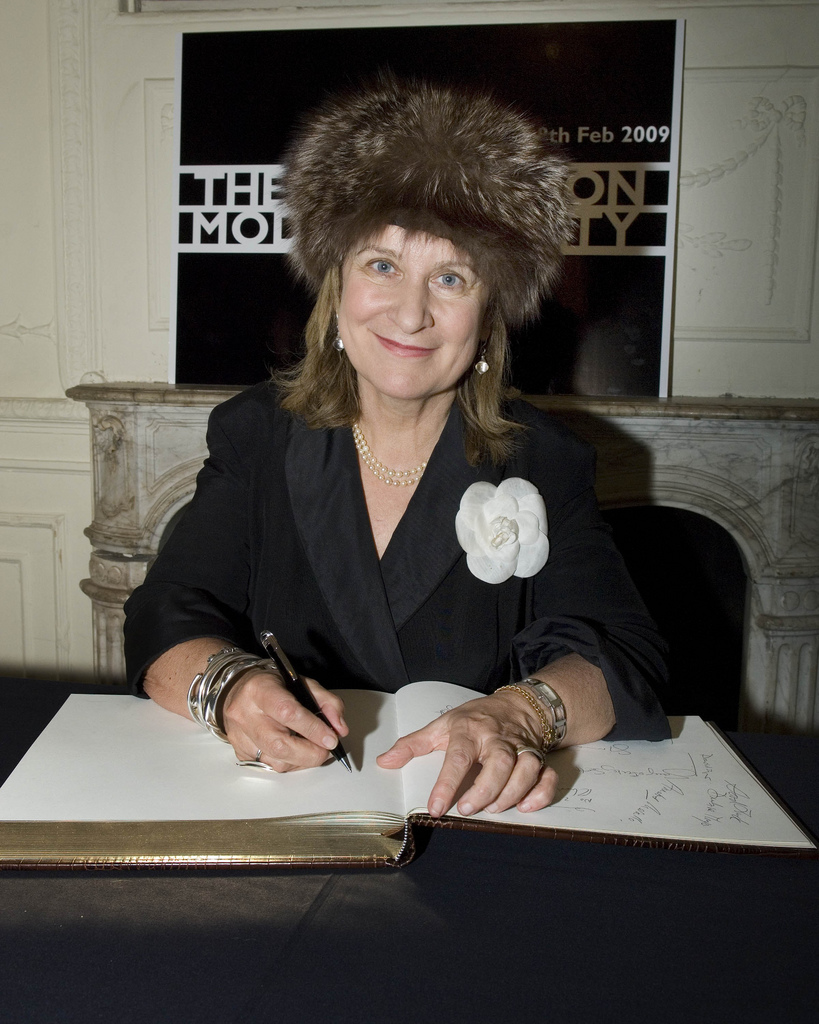
Helena Kennedy firma la Convenzione sulla libertà moderna nel gennaio del 2009.

- Presidente della Fondazione Helena Kennedy
- Presidente del consiglio direttivo della School of Oriental and African Studies (SOAS) dell'Università di Londra[17]
- Presidente del Women of the Year Lunch (2010–2015)[18]
- Presidente di Justice
- Presidente del consiglio dei governatori dello United World College of the Atlantic
- Presidente di Medical Aid for Palestinians
- Patrona di Burma Campaign UK, un gruppo con sede a Londra che si batte per i diritti umani e la democrazia in Birmania
- Membro del consiglio di Independent News and Media
- Fiduciaria della Fondazione KPMG
- Presidente del British Council (1998-2004)
- Presidente della Commissione per la genetica umana (1998-2007)
- Presidente dell'Ufficio nazionale per l'infanzia (1998-2005)
- Presidente della commissione Power (novembre 2005 - marzo 2006). Essa ha esaminato il problema del disimpegno democratico nel Regno Unito e ha prodotto un rapporto che metteva in luce il "mito dell'apatia" e la mancanza di impegno politico.
- Presidente di Power 2010, che mirava a portare avanti i concetti alla base della commissione Power nelle elezioni generali del 2010
- Membro del consiglio consultivo esterno del World Bank Institute
- Membro del consiglio del British Museum
- Membro del gruppo di esperti giuridici di alto livello sulla libertà dei media
- Vicepresidente della Società Haldane
- Vicepresidente dell'Associazione delle donne avvocate
- Patrona del Festival internazionale del teatro di Londra[19]
- Patrona dell'Institute for Learning (IfL)
- Patrona di Liberty
- Patrona di UNLOCK, Associazione Nazionale Ex-Detenuti
- Patrona di Debt Doctors Foundation UK (DD-UK)
- Patrona della Tower Hamlets Summer University
- Patrona di Rights Watch (UK)
- Patrona di SafeHands for Mothers, un ente di beneficenza con sede nel Regno Unito la cui missione è migliorare la salute materna e neonatale sfruttando il potere dei media, attraverso la produzione di film
- Presidente della commissione d'inchiesta di Howard League sulla violenza negli istituti penali per giovani (il rapporto finale, Banged Up, Beaten Up, Cutting Up, è stato pubblicato nel 1995)
- Presidente della commissione d'inchiesta del Reading Borough Council sugli aspetti sanitari, ambientali e di sicurezza dello stabilimento per le armi atomiche di Aldermaston (il rapporto finale Secrecy versus Safety pubblicato nel 1994)
- Presidente del Royal Colleges of Pathologists' and of Pædiatrics' Inquiry into Sudden Infant Death. Essa ha prodotto un protocollo per le indagini su tali morti nel 2004
- Membro del consiglio consultivo del Foreign Policy Centre
- Già membro britannico della task force sul terrorismo dell'International Bar Association
- In qualità di membro della Commissione nazionale per l'istruzione, ha presieduto un comitato per l'ampliamento della partecipazione all'istruzione superiore. Il rapporto della commissione, Learning Works, è stato pubblicato nel 1997
- Presidente della Fondazione Booker Prize (2015-2020)[20]
- Vicepresidente della Campagna per l'uguaglianza omosessuale (dal 2017)

## Riconoscimenti
È stata insignita di dottorati honoris causa in giurisprudenza dall'Università di Strathclyde nel 1992, dall'Università di Teeside nel 1993, dall'Università di Keele nel 1994, dall'Università di Lancaster nel 1994, dall'Università Beckett di Leeds nel 1995, dall'Università di Bristol nel 1997, dall'Università di Wolverhampton nel 1997, dall'Università Open di Milton Keynes nel 1997, dall'Università di Abertay di Dundee nel 1997, dal Centro Tavistock dell'Università di Londra Est nel 1997, dall'Università di Derby nel 1998, dall'Università di Leicester nel 1998, dall'Università di York nel 1999, dall'Università Nazionale d'Irlanda nel 2000, dall'Università di Aberdeen nel 2000, dall'Università Oxford Brookes nel 2001, dall'Università caledoniana di Glasgow nel 2001, dall'Università Robert Gordon di Aberdeen nel 2002, dall'Accademia Giudiziaria Russa nel 2002, dall'Università Politecnica di Tomsk nel 2002, dall'Università del Middlesex di Londra nel 2003, dall'Università De Montfort di Leicester nel 2004, dall'Università di Sheffield nel 2005, dall'Università dello Staffordshire nel 2005, dall'Università di Paisley nel 2005, dall'Università di Edimburgo nel 2005 e dall'Università di Plymouth nel 2012.
È membro della Royal Society of Arts (FRSA), del City and Guilds of London Institute (FCGI) e dell'Académie Universelle des Cultures di Parigi e membro onorario del Royal College of Psychiatrists dal 2005, del Royal College of Pediatrics and Child Health dal 2005, dell'Istituto di studi giuridici avanzati, del Lucy Cavendish College dell'Università di Cambridge dal 2010, della School of Oriental and African Studies (SOAS) dell'Università di Londra dal 2011 e della Royal Society of Edinburgh (HonFRSE) dal 2014.
Nel 2021 è stata riconosciuta tra le 100 Women dalla BBC.

## Opere
- Eve was Framed: Women and British Justice, Londra, Vintage, 1993,  pp. XII, 285, ISBN 978-0099224419. URL consultato il 26 aprile 2024.
- Just Law: The changing face of justice and why it matters to us, Londra, Chatto & Windus, 2004,  pp. xi, 333, ISBN 978-0701175061. URL consultato il 26 aprile 2024.
- Eve was shamed: how British justice is failing women, Londra, Chatto & Windus, 2018,  p. 344, ISBN 978-1784742225. URL consultato il 26 aprile 2024.
- Misjustice: how British law is failing women, Londra, Vintage, 2019,  p. 344, ISBN 978-1784707682. URL consultato il 26 aprile 2024.